# 信夫国造
信夫国造（しのぶのくにのみやつこ）は阿武隈川を擁する福島盆地、令制国での陸奥国信夫郡（しのぶのこおり）（現福島県福島市（旧信夫郡を包含）、伊達市及び伊達郡）にあった信夫国を支配した国造。

## 概略

### 祖先
- 『先代旧事本紀』の巻10『国造本紀』によれば、成務天皇の時代、阿岐国造と同祖の久志伊麻命（くしいまのみこと）の孫である久麻直（くまのあたい）を国造に定めたことに始まるとされる。

### 氏族
丈部氏（はせつかべうじ、姓は直）か。初代国造は直姓を付した形で表記されるが、神護景雲3年（769年）に無姓の丈部大庭らに阿倍信夫臣姓が賜姓されている。
律令制下に入って、養老2年（718年）から養老6年（722年）または神亀元年（724年）3月にかけての短期間であるが陸奥国から石背国へ分割された経緯を持つ当地は、大和朝廷の北進を代表する多賀城築城までは、ヤマト王権の及ぶ最北端の地として蝦夷と対峙していた。
地形的にも、かつての信夫郡内であった伊達郷（後の伊達郡国見町）は阿武隈川が谷を刻んで流れ出す阿武隈山地が東北から、蔵王連峰から吾妻連峰に連なる奥羽山脈が西北から迫り、この地が福島盆地の北端となっている。後の奥州街道はこれより北は刈田郡（現白石市）に抜けるまで、松尾芭蕉が『奥の細道』に「長坂」と記した険しい山道となる。。また、同地には、文治5年(1189年)の奥州合戦で源頼朝が差し向けた鎌倉軍を迎え撃つために藤原泰衡が長大な阿津賀志山防塁を築いている。

## 氏神など
- 鹿嶋神社（式内社） - かつての信夫郡内には4社あるが、社伝によれば福島市岡島字竹ノ内63に鎮座するものが、久麻直が常陸国の鹿島神宮を勧請したものという。当初は信夫山東北東4kmに位置する高松山山頂に造営したものが後に西麓の現在地に遷座しという。また、伊達郡国見町大字藤田字北38にも鎮座する。
- 塚野目第1号墳（八幡塚古墳） - ヤマト王権領域の象徴である前方後円墳で古墳時代中期の築造と見られる主軸の長さが68mあって福島県中通り最大級のものが国見町にある。国見町にはこの他に西大枝に古墳時代末期築造の直径10mの円墳である王壇古墳、森山・大木戸にも古墳が構築され、福島県下有数の古墳地帯となっている。[1][2]。

## 注
1. 1 2 3  福島県 - ふくしまの歴史と文化の回廊「歴史と文化をたどる道(国見町)」
2. 1 2  国見町「町の歴史」